# 1673 en science-fiction
| Années de la science-fiction : 1670 - 1671 - 1672 - 1673 - 1674 - 1675 - 1676    |
| Décennies de la science-fiction : 1640 - 1650 - 1660 - 1670 - 1680 - 1690 - 1700 |

L'année 1673 a connu, en matière de science-fiction, les faits suivants :

## Naissances et décès

### Décès
- Margaret Cavendish, duchesse de Newcastle upon Tyne, aristocrate anglaise, écrivaine, philosophe et scientifique[1], née en 1623.